# Elizabeth Harwood
Pour l’article homonyme, voir Harwood.
Elizabeth Harwood (née le 27 mai 1938 à Barton Seagrave près de Kettering, Angleterre - morte le 22 juin 1990 à Ingatestone, Angleterre) est une soprano britannique.
Après ses études  au Royal Northern College of Music de Manchester elle débuta en 1957 dans le rôle de Micaëla dans une adaptation de Carmen. En 1960, elle connut un premier succès au Festival de Glyndebourne dans le rôle du Deuxième garçon de La Flûte enchantée. Son timbre juvénile et pur, proche de celui de Gundula Janowitz mais beaucoup plus volumineux, fut rapidement célébré dans le monde entier, tant dans le registre tragique que dans le registre comique, dans le domaine de l'opéra que celui de l'oratorio. Extérieurement, Harwood possédait un physique majestueux et typiquement anglais, qui allait à merveille avec ses caractéristiques vocales.[Quoi ?]

## Discographie sélective
- Avec Benjamin Britten : A Midsummer Night's Dream (Titania), Scènes du « Faust » de Goethe (Gretchen)
- Avec Charles Mackerras : Le Messie (airs de soprano)
- Avec Herbert von Karajan : La Bohème (Musetta), La Veuve joyeuse (Hanna Glawari)